# Agyrta aestiva
Agyrta aestiva là một loài bướm đêm thuộc phân họ Arctiinae, họ Erebidae.